# Ushuaia Loppet
Ushuaia Loppet — лыжные гонки на длинные дистанции, проводимые каждый год в начале августа недалеко от аргентинского города Ушуая на Огненной Земле Первые соревнования состоялись в 1986 году. Длина трассы 42 км, разрешён бег любой техникой. В 2017 году длина трассы составляла 48 км, бег ограничивался классической техникой.
С 2014 года эти соревнования относятся к серии Worldloppet, наряду с гонкой Marchablanca.
Первые соревнования в этом формате выиграли представители Аргентины: Федерико Сичеро и Мария Констанца Вианья

## Список победителей в формате Worldloppet
| год  | люди                | женщины                 |
| ---- | ------------------- | ----------------------- |
| 2018 | Федерико Сичеро     | Тийна Воон              |
| 2017 | Федерико Сичеро     | Клариса Лаура Паносетти |
| 2016 | Гонка была отменена | Гонка была отменена     |
| 2015 | Карлос Ланн         | Юстина Ковальчик        |
| 2014 | Федерико Сичеро     | Мария Констанца Вианья  |